# Thomas Willing

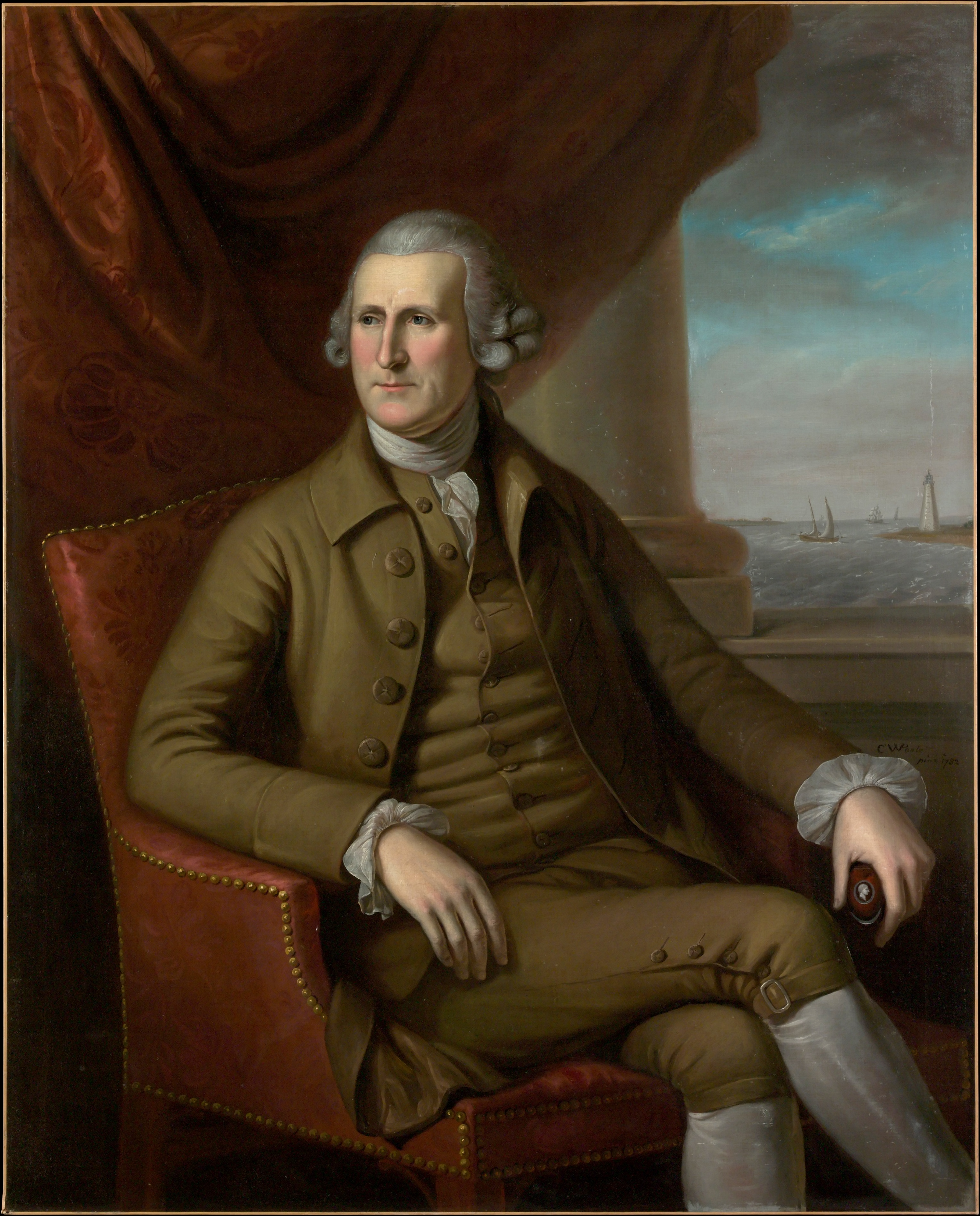
Thomas Willing (Gemälde von Charles Willson Peale)

Thomas Willing (* 19. Dezember 1731 in Philadelphia, Provinz Pennsylvania; † 19. Januar 1821 ebenda) war ein US-amerikanischer Politiker und Kaufmann. In den Jahren 1775 und 1776 war er Delegierter für Pennsylvania im Kontinentalkongress.

## Werdegang
Thomas Willing wurde am 19. Dezember 1731 in Philadelphia als Sohn vom Händler und ehemaligen Bürgermeister von Philadelphia Charles Willing und seiner Frau Anne Shippen, der Enkelin von Edward Shippen, geboren. Er besuchte Schulen in Bath (England) und studierte danach am Inner Temple in London Jura. 1749 kehrte er nach Philadelphia zurück, wo er im Handel arbeitete. Nach dem Tod seines Vaters 1754 erbte er etwa £6000 und ein Unternehmen. In Zusammenarbeit mit Robert Morris entwickelte er es zu einem der profitabelsten der Stadt. 1763 heiratete er Anne McCall, mit der er 13 Kinder hatte, u. a. Anne Willing Bingham, Frau des Senators William Bingham und prominente Vertreterin der gehobenen Gesellschaft Philadelphias. Seine Enkelin war die Entomologin Margaretta Morris.
Außerdem begann er eine politische Laufbahn im damals noch kolonialen Pennsylvania. In den 1750er Jahren wurde er Mitglied im Stadtrat von Philadelphia. Im Jahr 1759 wurde er dort städtischer Richter und 1761 Berufungsrichter. Im Jahr 1763 war er als Nachfolger von Henry Harrison Bürgermeister seiner Heimatstadt. 1764 gis 1767 gehörte er dem kolonialen Abgeordnetenhaus Pennsylvanias an. Von diesem Posten trat er zurück, um von 1767 bis 1777 Richter am Supreme Court of Pennsylvania zu sein.
Er schloss sich zunächst nur zögernd der Revolutionsbewegung an. Seine ersten Erfahrungen in überregionaler Politik sammelte er allerdings schon 1754 im Albany-Kongress als assistant secretary der pennsylvanischen Delegation. Willing unterschrieb 1765 als erster die Non-Importation Resolution, welche gegen den Stamp Act protestierte. 1774 gehörte er dem Committee of Correspondence und 1775 dem Sicherheitsausschuss seiner Heimat an. In den Jahren 1775 und 1776 vertrat er Pennsylvania im Kontinentalkongress, wo er gegen die Unabhängigkeit der Vereinigten Staaten stimmte, da die USA für einen Krieg nicht bereit seien und es keine Abstimmung unter der Bevölkerung gab. Er blieb während der britischen Okkupation in Philadelphia, doch verweigerte er den Treueschwur gegenüber König George III. Auch als Kaufmann unterstützte mit seinem Unternehmen die Revolution, was ihm große Gewinne einbrachte.
Zwischen 1781 und 1791 war Willing Präsident der Bank of North America; von 1791 bis 1807 leitete er die First Bank of the United States. Im November 1807 musste er wegen eines Schlaganfalles von diesem Amt zurücktreten. Danach war er noch für einige Zeit im Handel tätig. Er starb am 19. Januar 1821 in Philadelphia.